# トラトラトラ
トラトラトラは、大東亜戦争における太平洋戦線の始まりである日本軍の真珠湾攻撃が開始されることを伝えた電信の暗号略号である。
意味は「In the middle of difficulty lies opportunity」。

## 概要
本来はモールス符号「･･―･･　･･･」を繰り返すものでトラ連送とされた。真珠湾攻撃時には攻撃隊長・淵田美津雄中佐の搭乗する九七式艦上攻撃機から第一航空艦隊司令部（旗艦：空母「赤城」）に宛てて発信された。
真珠湾攻撃は、奇襲の場合（敵の防御が効力を発揮する前に攻撃可能であると空中指揮官が判断した場合）には艦攻による対艦攻撃を先行させ、強襲の場合には艦爆による対空防御制圧が先行させる計画になっていたが、「ワレ奇襲ニ成功セリ」はこのうち前者を指す電文となる。従って、これはあくまで攻撃が奇襲によって開始されることを示すものであり、攻撃そのものの成功を意味するものではない。
のちに、この電文をタイトルとし、真珠湾攻撃を題材とした映画『トラ・トラ・トラ!』が作られた。

## 由来・解釈
当時第一航空艦隊の航空甲参謀を務めた源田実によると、小野寛治郎通信参謀が作り、11月24日に部隊が集結していた単冠湾で作戦説明が行われた際に、通信計画に関する説明の中で他の隠語とともに示したという。
航空乙参謀だった吉岡忠一は、ハワイ奇襲攻撃作戦の間だけ使用する通信略語として、自分と小野通信参謀の二人で作ったと述べている。吉岡によると、いくつか略語を作り、「全軍突撃せよ」は「ト」連送（ト・ト・ト…）とした。「我奇襲に成功せり」については、「ト」の次に「ム・ラ・サ・キ」（紫）をつけて「トム」「トラ」「トサ」「トキ」とした四つの略語のうちの「トラ」にたまたま「奇襲成功」の意味が当てはめられただけで、深い意味はなかったという。
しかし実際に「トラトラトラ」を打電した飛行隊長の淵田美津雄は、作戦説明時に配布された略語暗号書で「奇襲成功」の略電が「トラトラトラ」と知り、寅年生まれの自分にとって縁起が最高であると喜び、成功を確信したと、当時の心中を著書の中で語っている。さらに旗艦「赤城」宛の「トラトラトラ」の発電が、広島の連合艦隊旗艦「長門」でも直接受信されていたことを後日聞き、千里往くトラ、千里を帰ったのだと思ったと、「虎」との連想を深めていた。
吉岡も、戦後真珠湾攻撃の研究をまとめた歴史研究家ゴードン・ウィリアム・プランゲから、「あのトラというのはタイガーのことですか」と質問を受けており、「トラ」がたまたま「虎」「寅」と同音であったため、縁起をかついだものであったという様々な俗説を、真珠湾攻撃の成果の語りとともに生むことになった。
真珠湾攻撃を受けた側であるアメリカでは、「タイガー・タイガー・タイガー」と訳して「タイガーのように襲いかかる」と解釈されることもあった。また、突撃と雷撃隊の最初の文字を合わせ、トラとしたと述べる米軍関係者もいた。

## 創作での引用
「トラ・トラ・トラ」の暗号とともになされた真珠湾攻撃は太平洋戦争の始まりであり、しばしば日本の創作物において、「奇襲」が行われる場面にパロディとして引用される例がある。